# Équitation aux Jeux olympiques de la jeunesse de 2014
Navigation
Édition précédente Édition suivante
Les épreuves d'équitation aux jeux olympiques de la jeunesse d'été de 2014 ont lieu au Nanjing International Exhibition Center de Nankin, en Chine, du 19 au 24 août 2014.

## Qualification
Chaque CNO peut inscrire au maximum un cavalier.
Pour participer, les athlètes doivent être nés entre le 1er janvier 1996 et 31 décembre 1997 et  doivent avoir obtenu un certificat de capacité dans l'une des épreuves reconnues par le CIO.

## Format
L'épreuve de saut d’obstacles par équipe comporte deux manches : la manche 1 et la manche 2. Six équipes au total participent à l’épreuve de saut d’obstacles par équipes (une équipe par continent). Une équipe est constituée de cinq couples cavalier/cheval au maximum. Toutes les équipes participent aux deux phases. 
L'épreuve de saut d’obstacles individuel comporte deux manches, établir la liste de départ pour la manche B. Le classement final des cavaliers est établi en fonction du nombre total de points de pénalité accumulés dans les deux manches (moins de points = meilleur classement). Si deux cavaliers ou plus sont à égalité de points de pénalité pour la première, deuxième ou troisième place, ils seront départagés lors d’un barrage.

## Nations inscrites
Les pays participants sont les suivants, ils sont classés par groupe géographique qui concourent ensemble pour l'épreuve par équipes :
| - Grande-Bretagne - Irlande - Italie - Pays-Bas - Suède - Îles Caïmans - République dominicaine - Équateur - Salvador - Guatemala - Argentine - Brésil - Chili - Paraguay - Uruguay | - Chine - Japon - Kirghizistan - Qatar - Arabie saoudite - Australie - Hong Kong - Iran - Malaisie - Nouvelle-Zélande - Égypte - Maroc - Sénégal - Afrique du Sud - Zimbabwe |

## Programme
Le programme est le suivant :
Les horaires sont ceux de Chine (UTC+8)
| Date    | Jour     | Début | Compétition                               |
| ------- | -------- | ----- | ----------------------------------------- |
| 19 août | Mardi    | 15:30 | Saut d'obstacles par équipes : 1re manche |
| 20 août | Mercredi | 15:30 | Saut d'obstacles par équipes : 2e manche  |
| 23 août | Samedi   | 15:30 | Saut d'obstacles individuel : 1re manche  |
| 24 août | Dimanche | 15:30 | Saut d'obstacles individuel : 2e manche   |

## Compétitions
| Compétition                  | Or                                                                      | Argent | Bronze |
| ---------------------------- | ----------------------------------------------------------------------- | --- | --- |
| Saut d'obstacles par équipes | Europe Matias Alvaro Michael Duffy Jake Saywell Filip Agren Lisa Nooren | Amérique du Sud Francisco Calvelo Martinez Antoine Porte Valeria Jimenez Caballero Martina Campi Bianca de Souza Rodrigues | Amérique du Nord Polly Serpell Macarena Chiriboga Granja Sabrina Rivera Meza Stefanie Brand Maria Gabriela Brugal |
| Saut d'obstacles individuel  | Emily Fraser                                                            | Martina Campi | Jake Hunter |

## Tableau des médailles
| Rang  | Nation | Or | Argent | Bronze | Total |
| ----- | ------ | -- | ------ | ------ | ----- |
| 1     |        |    |        |        |       |
| Total |        |    |        |        |       |